# Ivanščica
Ivanščica (tudi Ivančica) je planina z istoimenskim 1061 m visokim vrhom jugozahodno od Varaždina. 
Ivanščica, ki leži severno od Save, je največja planina na severozahodu Hrvaške. Razprostira se v smeri zahod - vzhod. Dolga je okoli 30 km ter široka do 9 km. Omejujejo jo vodotoki Bednje, gornji tok Lonje, Krapine in Velikega Potoka. Naselja in zaselki leže v podnožju planine na višini 300 do 400 m. Hribovit relief brez izrazitih vrhov je osnovna značilnost površja hribovja, ki je grajeno iz mezozojskih terciarnih apnencev, dolomita, peščenjakov in vulkanskih sten. Na obronkih planine so vinogradi, okoli 75 % celotne površine pa pokriva mešani gozd, v katerem prevladujejo bukev, hrast, javor, gaber in jelka.
Na nadmorski višini 1054 m stoji planinska koča, imenovana po hrvaškem domoljubu, planincu, novinarju in književniku Josipu Pasariću.